# Bacil de Friedländer
Klebsiella pneumoniae és l'espècie de major rellevància clínica dins el gènere bacterià Klebsiella. Són bacteris gramnegatius de la família Enterobacteriaceae, que tenen un important paper com a causants de malalties infeccioses oportunistes. El gènere va ser anomenat així en honor d'Edwin Klebs, un microbiòleg alemany de finals del segle xix. El bacil també va ser descrit per Carl Friedländer, i durant molts anys va ser conegut com el bacil de Friedländer.
Aquest bacteri està implicat principalment en infeccions nosocomials. És l'agent causal d'infeccions de l'aparell urinari, i de pneumònies, sèpsia, infeccions de teixits tous, i infeccions de ferida quirúrgica. En són especialment susceptibles els pacients ingressats en unitats de cures intensives, nounats, i pacients amb malaltia pulmonar obstructiva crònica (MPOC), diabetis mellitus o alcohòlics. Avui dia també hi ha una forta teoria que la relaciona amb l'espondilitis anquilosant.
Causa al voltant de l'1 per cent de les pneumònies bacterianes i pot causar condensació hemorràgica extensa del pulmó. A més, de vegades causa infecció de l'aparell urinari i bacterièmia a partir de lesions focals en pacients debilitats, als quals pot causar la mort. Algunes de les complicacions més freqüents són l'abscés pulmonar i l'empiema.
A la tinció de Gram són negatius (color fúcsia); l'assimilació i la fermentació de la lactosa es pot observar a l'agar MacConkey on les colònies són de color rosat clar i en el medi Kliger o TSI on són àcid/àcid, és a dir, fermentadors de la lactosa amb producció de gas. En la fermentació de l'acetona o prova de Voges Proskauer són positius. Les seves condicions òptimes de cultiu són, en agar nutritiu, a 37 °C, pH de 7.0, i una pressió osmòtica d'1 atm.